# Mehmet Yıldırım
Mehmet Yıldırım ist eine zeitgenössische Persönlichkeit des Islams in Deutschland türkischer Herkunft.
Yıldırım war bis zu seinem Rücktritt aus persönlichen Gründen im Mai 2011 stellvertretender Generalsekretär / Geschäftsführer der Türkisch-Islamischen Union der Anstalt für Religion (DITIB), des 1984 gegründeten staatlich-türkischen Moscheenverbands mit Hauptsitz in Köln-Ehrenfeld, und damit Führungsfunktionär der größten Gruppe der organisierten Muslime in Deutschland. Yıldırım lebt seit über vierzig Jahren in Deutschland. Vor seiner Tätigkeit im DITIB-Vorstand unterrichtete Yıldırım als Lehrer viele Jahre an einer Berufsschule.
Im Jahr 2004 erklärte er, seine Organisation akzeptiere ein Kopftuchverbot für Lehrkräfte an öffentlichen Schulen uneingeschränkt.
Der Welt-Journalist Günther Lachmann zählte ihn 2006 zu den zehn wichtigsten Muslimen Deutschlands.

## Publikationen (Auswahl)
- „Die Kölner Ditib-Moschee: Eine offene Moschee als Integrationsbeitrag“, in: Franz Sommerfeld (Hg.): Der Moscheestreit: Eine exemplarische Debatte über Einwanderung und Integration. Köln: Kiepenheuer & Witsch 2008, S. 66–71.